# Hemimorina cruciata
Hemimorina cruciata là một loài bướm đêm trong họ Geometridae.